# Коридорас арковий
Коридорас арковий (Corydoras arcuatus) — вид сомоподібних риб з роду Коридорас підродини Corydoradinae родини Панцирні соми. Інша назва «двосмуговий коридорас» (від смуг — зверху і збоку). У прирді поширений у річках Південної Америки; утримують також в акваріумах.

## Опис
Завдовжки сягає 5 см. Зовнішністю схожий на вид Corydoras narcissus. Голова помірного розміру. Очі середні, трохи опуклі. Рот витягнуто донизу. Є 3 пари невеличких вусиків. Тулуб кремезний, спинний профіль вигнуто. Має 2 рядки кісткових пластин, що перекривають одна одну. Самці гладкіші за самиць. Спинний плавець складається з 7-8 променів. Жировий плавець маленький. Грудні плавці витягнуті. Черевні плавці значно поступаються останнім. Анальний плавець широкий, витягнуто до низу перший промінь. Хвостовий плавець розділено, верхня лопать трохи більша за нижню.
Забарвлення сірувато-оливкове з золотавим блиском. Черево має білий колір. Уздовж тіла тягнеться смуга чорного кольору у формі арки: біля рота широка, але звужується до хвоста. Звідси походить назва цього коридораса. Надає цьому коридорасу вигляд каміння. Верхня частина голови і спина — жовтувато-кремового забарвлення, область зябер є жовтувато-мідною. Плавці прозорі.

## Спосіб життя
Є демерсальною рибою. Воліє до прісної (не переносить найменшої кількості солі), м'якої води. Утворює невеличкі групи. Доволі повільна риба. Вдень тримається біля дна. Активна в присмерку та вночі. Живиться дрібними безхребетними — личинками, невеличкими комахами і молюсками, а також часточками водоростей, рештками риб і рослин.
Статева зрілість настає у віці 1 року. Самиця тримає 2—4 яйця між її черевними плавниками, де самець запліднює їх протягом приблизно 30 секунд. Тільки тоді самиця пливе в придатне місце (велике каміння, корч або корені), де вона прикріплює дуже липкі яйця. Пара повторює цей процес доти, доки приблизно 100 яєць не буде запліднено. Інкубаційний період триває 3—4 дні. Мальки зростають доволі швидко — вже у віці 2 місяців споживають дорослу їжу.
Тривалість життя до 4 років.

## Розповсюдження
Мешкає в басейні Амазонки — річках Пекайя, Напо, Жаварі, Ясуні (в межах Еквадору, Бразилії, Перу).

## Утримання в акваріумі
Невибагливі в утриманні. Рекомендують тримати зграйкою по 5-8 особин. Оптимальними умовами для води є: 24–26 °C, dGH 4°, pH 6,0–7,0. Потрібна фільтрація води, її підміна; додаткової аерації не потребує через здатність до кишкового дихання.